# Michael Anderson, Jr.

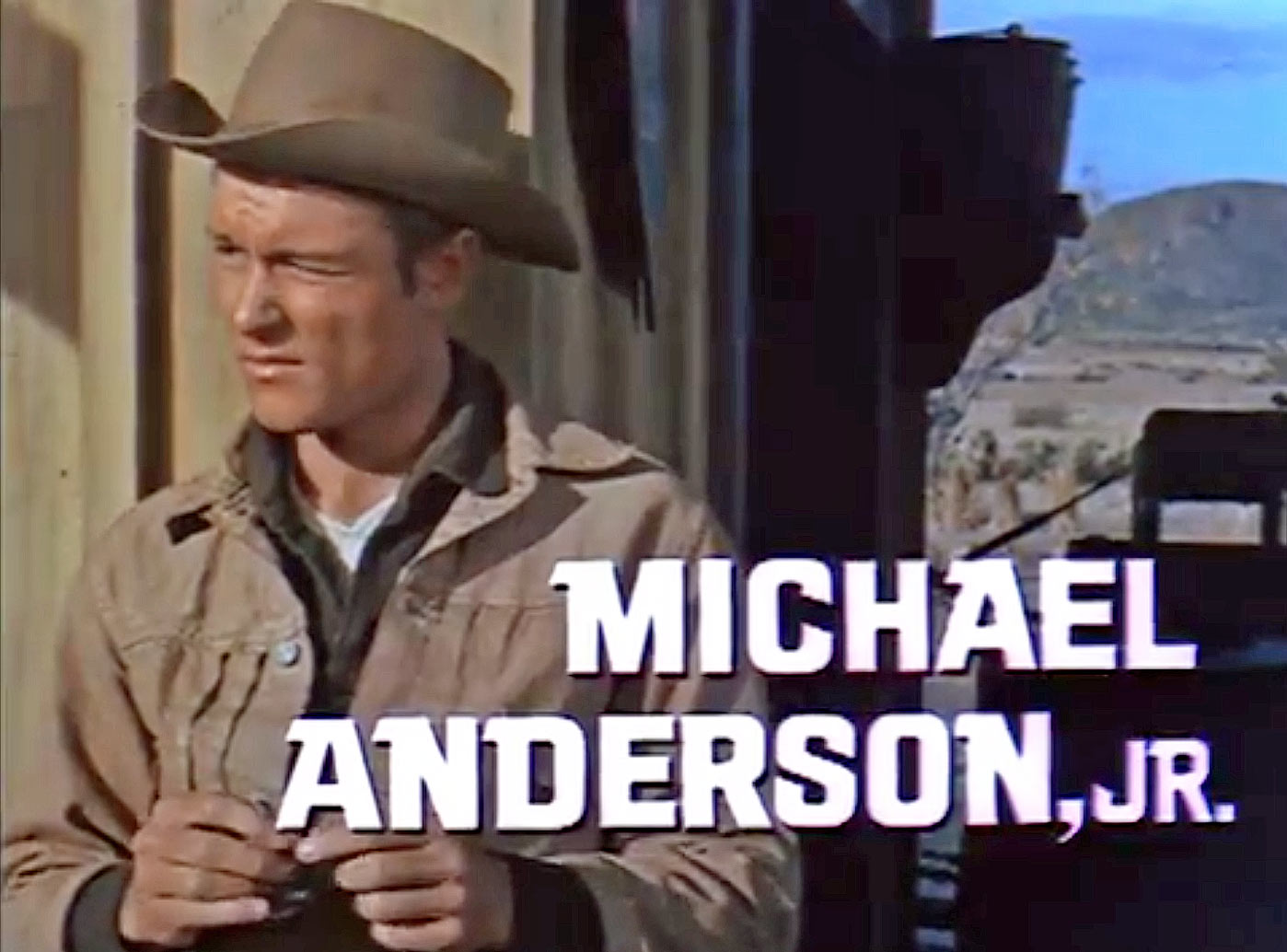
Michael Anderson Jr.

Michael Joseph Anderson, Jr. (* 6. August 1943 in Hillingdon, Middlesex) ist ein britischer Schauspieler mit über 75 Rollen in Film und Fernsehen. Bekannt wurde er vor allem als junger Darsteller mit Kinoproduktionen aus den 1960er Jahren wie Die Abenteuer des Kapitän Grant, Die Frau seines Herzens, Die vier Söhne der Katie Elder, Die größte Geschichte aller Zeiten oder Sierra Charriba.

## Leben und Karriere
Sein Vater Michael Anderson arbeitete Anfang der 1940er Jahre zunächst selbst als Schauspieler, bevor er erst Produktionsassistent und später schließlich zum erfolgreichen Oscar-nominierten Regisseur wurde. Schon seine Großeltern und Ur-Ur-Großtante waren gefeierte Schauspieler gewesen. Sohn Michael Anderson Jr. folgte der Familien-Tradition und den frühen Spuren seines Vaters ins Film-Business und wurde selbst Schauspieler. Anderson erhielt seine Ausbildung an der Arts Educational School in Schauspiel und Ballett.
Seine ersten Rollen bekam er in englischen Fernsehserien und Spielfilmen wie 1956 in der britischen Fernsehserie The Count of Monte Cristo. 1958 hatte er dann sein Spielfilmdebüt in David MacDonalds Abenteuerfilm Der Rächer im lila Mantel. Er spielte in J. Lee Thompson Kriminalfilm Tiger-Bay und anschließend in Fred Zinnemanns Der endlose Horizont. Nach dem Film Play it Cool verließ er 1962 England um in Hollywood Karriere zu machen. Schnell fasste er Fuß mit der Jules-Verne-Verfilmung Die Abenteuer des Kapitän Grant von Regisseur Robert Stevenson. Nachdem er zwei weitere Jahre nur in US-amerikanischen Fernsehserien mitgewirkt hatte, folgten in den Jahren 1964 bis 1967 gleich mehrere Karrierehöhepunkte.
1964 engagierte ihn Delbert Mann als jugendlicher Liebhaber für seine Komödie Die Frau seines Herzens. Danach folgten wichtige Nebenrollen in Hollywood-Großproduktionen wie in George Stevens Bibel-Epos Die größte Geschichte aller Zeiten oder in Henry Hathaways Western Klassiker Die vier Söhne der Katie Elder neben John Wayne, Dean Martin und Earl Holliman. Anschließend sah man ihn in Arnold Lavens Kavallerie-Western Die glorreichen Reiter und noch im selben Jahr spielte er in Sam Peckinpahs Soldatenfilm Sierra Charriba neben Charlton Heston, Richard Harris, Jim Hutton und James Coburn.
Von 1966 bis 1967 verkörperte er dann in 26 Episoden die männliche Hauptrolle des Clayt Monroe in der Familiensaga Die Monroes.
Danach spielte er in den 1970er und 1980er Jahren in zahlreichen Fernsehfilmen und Episoden von Fernsehserien mit, konnte aber nur noch selten an das Niveau und den Erfolg der 1960er Jahre anknüpfen. Die beiden ansprechendsten Rollen spielte er in den Filmen seines Vaters Michael Anderson, der ihm kleinere Parts in den Science-Fiction-Klassikern Flucht ins 23. Jahrhundert und Die Marschroniken gab. Danach spielte Michael Anderson Jr. fast ausnahmslos nur noch Rollen im durchschnittlichen Fernsehproduktionsbereich. Mit einer kleinen Nebenrolle in dem Fernsehfilm Rescuers: Stories of Courage: Two Families ließ er 1998 seine Karriere mit 55 Jahren ausklingen.
Michael Anderson Jr. ist der Stiefsohn der Schauspielerin Adrienne Ellis und Stiefbruder der Schauspielerin Laurie Holden. Sein Bruder ist der Filmproduzent David Anderson.

## Rezeption
„Deutsche Übersetzung des Zitats von Henry Hathaway über Michael Anderson Jr.: ‚Siehst du dieses Kind?‘ … - Sie sagten über Michael Anderson, Jr., ‚Was für ein Kind!‘ ‚Er spielt nicht, es kommt geradewegs aus dem Herzen‘, sagte Henry Hathaway".
Englisches Original-Zitat: ‚You see that Kid?‘, they said of Michael Anderson Jr., ‚What a kid.‘ ‚He don't act, it's right from the heart,‘ said Henry Hathaway.“

## Filmografie (Auswahl)

### Kino
- 1958: Der Rächer im lila Mantel (The Moonraker)
- 1959: Tiger-Bay
- 1960: Der endlose Horizont (The Sundowners)
- 1962: Play It Cool
- 1962: Die Abenteuer des Kapitän Grant (In Search of the Castaways)
- 1964: Die Frau seines Herzens (Dear Heart)
- 1965: Die größte Geschichte aller Zeiten (The Greatest Story Ever Told)
- 1965: Die vier Söhne der Katie Elder (The Sons of Katie Elder)
- 1965: Die glorreichen Reiter (The Glory Guys)
- 1965: Sierra Charriba (Major Dundee)
- 1970: Machenschaften (WUSA)
- 1971: The Last Movie
- 1976: Flucht ins 23. Jahrhundert (Logan’s Run)
- 1980: Nightkill
- 1996: Terminal Rush – Die Herausforderung (Terminal Rush)

### Fernsehen
- 1970: Das Geisterhaus (The House That Would Not Die)
- 1973: Hilfe, ich habe zwei Ehemänner (Coffee, Tea or Me?)
- 1980: Die Marschroniken (The Martian Chronicles) (Fernsehminiserie)
- 1981: Das Millionengesicht (The Million Dollar Face)
- 1983: Ein Traummann auf der Titelseite (Making of a Male Model)
- 1995: Rent-a-Kid – Familie auf Probe (Undue Influence)
- 1996: Skrupellos verführt – Die Unschuld des Mörders (Undue Influence)
- 1996: PSI Factor – Es geschieht jeden Tag (PSI Factor – Chronicles of the Paranormal, 1 Folge)
- 1997: Elvis und der Präsident (Elvis Meets Nixon)